# سارا برول
سارا برول (بالإنجليزية: Sarah Borwell)‏ مواليد 20 أغسطس 1979 في ميدلزبرة، هي لاعبة كرة مضرب إنجليزية سابقة بدأت مسيرتها كمحترفة سنة 2002 وكانت تلعب باليد اليمنى، اعتزلت اللعب في 2014. أعلى تصنيف لها في الفردي كان 199. أعلى تصنيف لها في الزوجي كان 65.

## الخط الزمني للأداء
مفتاح
| ف | ن | ن.ن | ر.ن | د# | د.م | ل | أ.أ | ت | غ | ب | ف | ذ | م.خ | ل.ت |

(ف) فاز بالبطولة (ن) وصل النهائي (ن.ن) نصف النهائي (ر.ن) ربع النهائي (د#) الأدوار الأربعة الأولى (د.م) دور المجموعات (ل) شارك في كأس ديفيز (أ.أ) خرج من الأدوار الاولى (ت) خسر التصفيات التأهيلية (غ) غاب عن الحدث أو البطولة (ب) حصل على ميدالية برونزية (ف) حصل على ميدالية فضية (ذ) حصل على ميدالية ذهبية (م.خ) بطولة الماسترز خُفضت إلى مرتبة أقل (ل.ت) البطولة لم تعقد في السنة المعينة.
لتجنب الارتباك وازدواجية الحساب، يتم تحديث هذه المعلومات إما في نهاية البطولة، أو عندما تكون مشاركة اللاعب في البطولة قد انتهت.

### الفردي
| الدورة            | 2003 | 2004 | 2005 | 2006 | 2007 | 2008 | إجمالي ف/خ |
| ----------------- | ---- | ---- | ---- | ---- | ---- | ---- | ---------- |
| أستراليا المفتوحة | غ    | غ    | غ    | غ    | غ    | غ    | 0–0        |
| فرنسا المفتوحة    | غ    | غ    | غ    | غ    | ت1   | غ    | 0–0        |
| بطولة ويمبلدون    | ت1   | غ    | د1   | د2   | ت2   | ت1   | 1–2        |
| أمريكا المفتوحة   | غ    | غ    | غ    | ت1   | غ    | غ    | 0–0        |
| تصنيف نهاية العام | 349  | 417  | 331  | 218  | 264  | 363  | بلا        |

- إجمالي ف/خ = إجمالي الفوز والخسارة

## الميداليات
| الميدالية | المسابقة                  |
| --------- | ------------------------- |
| برونزية   | دورة ألعاب الكومنولث 2010 |

## روابط خارجية
- سارا برول على موقع رابطة محترفات التنس (الإنجليزية)
- سارا برول على موقع الاتحاد الدولي لكرة المضرب (الإنجليزية)
- سارا برول على موقع كأس بيلي جين كينغ (الإنجليزية)
- سارا برول على موقع خلاصة التنس.كوم (الإنجليزية)
- سارا برول على موقع إي إس بي إن.كوم (الإنجليزية)
- سارا برول على موقع اتحاد ألعاب الكومنولث (مؤرشف) (الإنجليزية)